# Gråbrun ängsfingersvamp
Gråbrun ängsfingersvamp (Clavulinopsis umbrinella) är en svampart som först beskrevs av Pier Andrea Saccardo, och fick sitt nu gällande namn av Corner 1950. Gråbrun ängsfingersvamp ingår i släktet Clavulinopsis och familjen fingersvampar.  Arten är reproducerande i Sverige. Inga underarter finns listade i Catalogue of Life.
I den svenska databasen Dyntaxa används istället namnet Clavulinopsis cinereoides för samma taxon.  Arten är reproducerande i Sverige.